# Xenopeltidae
Xenopeltidae é uma família de répteis escamados da subordem Serpentes encontrada no sudeste asiático. A família contém apenas um gênero, o Xenopeltis, e duas espécies são descritas.